# Reial Societat de Ciències i Humanitats d'Holanda

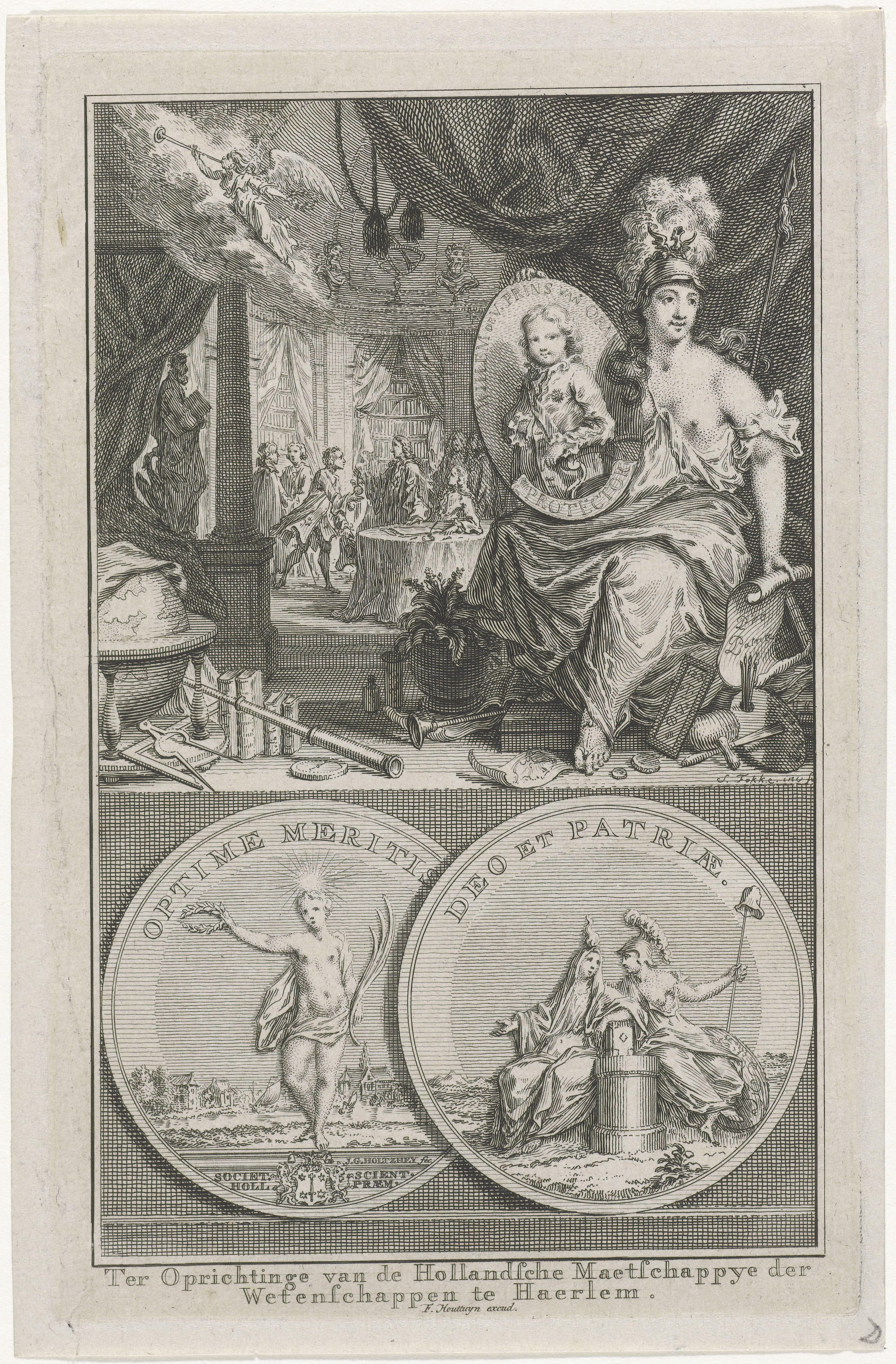
Cartell commemoratiu per celebrar la fundació de la Societat Holandesa de Ciències el 1752, amb la medalla del premi Johann Georg Holtzhey dissenyat per a l'ocasió.

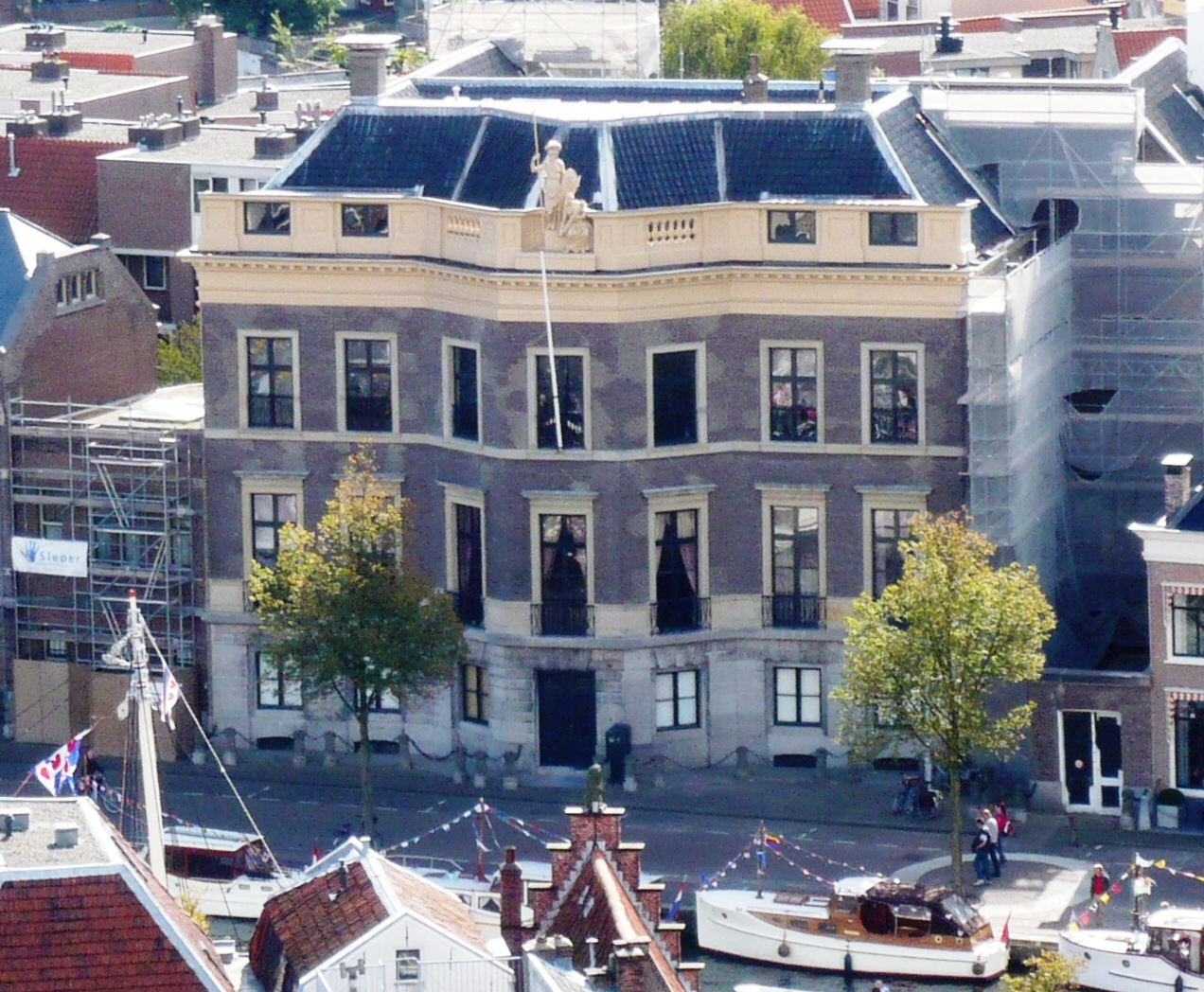
La Casa Hodshon a Haarlem.

La Reial Societat de Ciències i Humanitats d'Holanda (oficialment, en neerlandès: Koninklijke Hollandsche Maatschappij der Wetenschappen) és la societat artística i científica més vella del país; va ser establerta el 1752, i és ubicada al costat est d l'Spaarne, al centre de Haarlem, als Països Baixos. La societat ha estat ubicada al mateix lloc, anomenat Hodshon Huis (Casa Hodshon), des de 1841. Prop de la societat s'hi troba el Museu Teylers, un museu molt relacionat també amb la història natural, fundat el 1784. El 2002 la societat va ser guardonada amb el sobrenom de "Reial", quan es va celebrar el 250è any estudiant les ciències.

## Història de la societat i el museu
La societat va començar com un club de cavallers, que es reunia a l'Ajuntament de Haarlem, per discutir temes sobre ciència i per promoure l'estudi de les arts i les ciències. Van combinar els seus recursos per comprar llibres i espècimens per estudiar-los, els quals eren guardats a l'ajuntament fins que van comprar un edifici a Grote Houstraat, on vivia el restaurador de la col·lecció. Sota la direcció de Martin van Marum es va establir un museu pròpiament dit amb espècimens zoològics posats en exhibició per al públic, com a precursor de la Naturalis moderna a Leiden. Van Marum també tenia un petit jardí perquè el públic el visités a l'estiu, ple de plantes especials, ubicat a Bakkerstraat. El museu va entrar en crisi després de la mort de van Marum, així que va ser dissolt el 1866.

## Casa Hodshon
La casa va ser construïda el 1794 per l'arquitecte Abraham van der Hart per a Catharina Cornelia Hodshon (1768-1829), una hereva rica i regent de Wijnbergshofje. Després de la mort de Catharina la casa va passar a mans del banquer d'Amsterdam Adriaan van der Hoop i va ser comprada per a la societat el 1841. La missió original de la societat incloïa la investigació així com l'educació. Existeixen molts premis, guardons i iniciatives de col·laboració que són mantingudes per la societat. Se n'és membre només per invitació i l'edifici històric és obert només amb cita. Avui dia l'edifici és propietat de Vereniging Hendrick de Keyser.